# Ocimum tubiforme
Ocimum tubiforme là một loài thực vật có hoa trong họ Hoa môi. Loài này được (R.D.Good) A.J.Paton mô tả khoa học đầu tiên năm 1999.